# Pro Patria Gallaratese G.B. 2007-2008
Questa voce raccoglie le informazioni riguardanti la Pro Patria Gallaratese G.B. nelle competizioni ufficiali della stagione 2007-2008.

## Stagione
Nel campionato 2007-2008 a Busto Arsizio sulla panchina viene riconfermato Marco Rossi. Dopo un girone d'andata chiuso nelle prime posizioni con 26 punti raccolti, poi nella seconda parte del torneo la squadra bustocca perde molte posizioni in classifica, in tutto nel girone di ritorno mette insieme 12 punti, fino a giocarsi la salvezza ai Play-out contro l'Hellas Verona. La partita di andata, si è giocata al Bentegodi di Verona, finisce (1-0) per i padroni di casa con rete dell'ex Morante al 95'. Al ritorno pareggio (1-1) (37' Negrini per la Pro Patria ed al 90' Zeytulaev per il Verona), che sancisce la retrocessione in Serie C2, dopo sei campionati. Non sono bastate le 13 reti della punta Guerrino Gasparello a salvare la baracca. Successivamente ci sarà il cambio di proprietà con la famiglia Vender che lascia dopo nove stagioni e, a fine luglio 2008, la Pro Patria è stata ripescata in Serie C1. Nella Coppa Italia di Serie C i Tigrotti vincono nettamente con quattro vittorie su quattro gare il girone B di qualificazione, poi vengono eliminati nel doppio confronto dei sedicesimi di finale dal Pavia.

## Divise e sponsor
Lo sponsor tecnico per la stagione 2007-2008 è Legea; sulla maglia vi è come sponsor Fogliani Forniture Elettriche. La prima maglia resta la classica biancoblu, la seconda maglia è completamente nera.
| 1ª maglia | 2ª maglia |

## Organigramma societario
Area direttiva
- Presidente: Alberto Armiraglio
- Amministratore delegato: Roberto Vender
- Direttore generale: Riccardo Guffanti

Area organizzativa
- Segretario generale: Andrea Pellegatta
- Team manager: Giuseppe Gonnella
- Segretario: Saverio Granato

Area tecnica
- Direttore sportivo: Angelo Carbone
- Allenatore: Marco Rossi
- Allenatore in seconda: Antonello De Giorgi
- Preparatore atletico: Maurizio Fanchini

Area sanitaria
- Medico sociale: Gianluca Castiglioni
- Massaggiatori: Mauro Monza

## Rosa
| N. |                   | Ruolo | Calciatore         |
| -- | ----------------- | ----- | ------------------ |
|    | Italia (bandiera) | P     | Luca Anania        |
|    | Italia (bandiera) | P     | Andrea Capelletti  |
|    | Italia (bandiera) | D     | Gionata Bruni      |
|    | Italia (bandiera) | D     | Marco Candrina     |
|    | Italia (bandiera) | D     | Andrea Citterio    |
|    | Italia (bandiera) | D     | Raffaele Francioso |
|    | Italia (bandiera) | D     | Nicolas Giani      |
|    | Italia (bandiera) | D     | Giuseppe Imburgia  |
|    | Italia (bandiera) | D     | Devis Nossa        |
|    | Italia (bandiera) | D     | Paolo Tramezzani   |
|    | Italia (bandiera) | C     | Paolo Castellazzi  |
|    | Italia (bandiera) | C     | Luca Ceriani       |

| N. |                   | Ruolo | Calciatore          |
| -- | ----------------- | ----- | ------------------- |
|    | Italia (bandiera) | C     | Francesco Cigardi   |
|    | Italia (bandiera) | C     | Daniele Dalla Bona  |
|    | Italia (bandiera) | C     | Daniele Fiorentino  |
|    | Italia (bandiera) | C     | Dino Marino         |
|    | Italia (bandiera) | C     | Matteo Negrini      |
|    | Italia (bandiera) | C     | Vanni Pessotto      |
|    | Italia (bandiera) | C     | Carlo Trezzi        |
|    | Italia (bandiera) | C     | Andrea Vecchio      |
|    | Italia (bandiera) | A     | Matteo Ardemagni    |
|    | Italia (bandiera) | A     | Guerrino Gasparello |
|    | Italia (bandiera) | A     | Daniele Rosso       |

## Risultati

### Campionato

#### Girone di andata
| Arbitro: | Candussio (Cervignano del Friuli) |

|                |           |  |
| Gasparello 86’ | Marcatori |  |

| Monza 3 settembre 2007 2ª giornata | Monza                          | 0 – 0 | Pro Patria | Stadio Brianteo\| Arbitro: \| Corletto (Castelfranco Veneto) \| |
| Arbitro:                           | Corletto (Castelfranco Veneto) |       |            |                                                                 |

| Arbitro: | Taverna (Taurianova) |

|           |           |                          |
| Giani 42’ | Marcatori | 33’ Colussi 87’ Piccioni |

| Arbitro: | Borracci (San Benedetto del Tronto) |

|  |           |               |
|  | Marcatori | 3’ Gasparello |

| Busto Arsizio 24 settembre 2007 5ª giornata | Pro Patria          | 0 – 0 | Foggia | Stadio Carlo Speroni\| Arbitro: \| Zanichelli (Genova) \| |
| Arbitro:                                    | Zanichelli (Genova) |       |        |                                                           |

| Arbitro: | Ballo (Trapani) |

|             |           |            |
| Vecchio 25’ | Marcatori | 10’ Aquino |

| Lecco 8 ottobre 2007 7ª giornata | Lecco                        | 0 – 0 | Pro Patria | Stadio Rigamonti-Ceppi\| Arbitro: \| Ferraioli (Nocera Inferiore) \| |
| Arbitro:                         | Ferraioli (Nocera Inferiore) |       |            |                                                                      |

| Arbitro: | Lo Castro (Catania) |

|  |           |            |
|  | Marcatori | 5’ Gennari |

| Arbitro: | Baratta (Salerno) |

|                         |           |  |
| Carteri 77’ Coralli 89’ | Marcatori |  |

| Verona 29 ottobre 2007 10ª giornata | Verona           | 0 – 0 | Pro Patria | Stadio Marcantonio Bentegodi\| Arbitro: \| Bagalini (Fermo) \| |
| Arbitro:                            | Bagalini (Fermo) |       |            |                                                                |

| Arbitro: | Ruini (Reggio Emilia) |

|                            |           |                 |
| Negrini 16’ Gasparello 32’ | Marcatori | 27’ Facchinetti |

| Arbitro: | Palazzino (Ciampino) |

|  |           |                                            |
|  | Marcatori | 3’ A. Citterio 50’ Gasparello 81’ D. Rosso |

| Arbitro: | Vuoto (Livorno) |

|            |           |              |
| Trezzi 31’ | Marcatori | 58’ Di Nardo |

| Pagani 18 novembre 2007 14ª giornata | Paganese         | 0 – 0 | Pro Patria | Stadio Marcello Torre\| Arbitro: \| Passeri (Gubbio) \| |
| Arbitro:                             | Passeri (Gubbio) |       |            |                                                         |

| Arbitro: | Donati (Ravenna) |

|                                             |           |  |
| Dalla Bona 3’ A. Citterio 42’ Ardemagni 81’ | Marcatori |  |

| Arbitro: | La Rocca (Ercolano) |

|                  |           |                            |
| Tozzi Borsoi 35’ | Marcatori | 30’ D. Rosso 88’ Ardemagni |

| Busto Arsizio 9 dicembre 2007 17ª giornata | Pro Patria      | 0 – 0 | Foligno | Stadio Carlo Speroni\| Arbitro: \| Peruzzo (Schio) \| |
| Arbitro:                                   | Peruzzo (Schio) |       |         |                                                       |

#### Girone di ritorno
| Arbitro: | Bolano (Livorno) |

|                              |           |                                           |
| J. Espinal 51’ Ludi 65’, 71’ | Marcatori | 15’ Dalla Bona 23’ Negrini 79’ Gasparello |

| Arbitro: | Barbeno (Brescia) |

|                       |           |           |
| Gasparello 12’ (rig.) | Marcatori | 74’ Diniz |

| Sassuolo 14 gennaio 2008 20ª giornata | Sassuolo           | 0 – 0 | Pro Patria | Stadio Enzo Ricci\| Arbitro: \| Pecorelli (Arezzo) \| |
| Arbitro:                              | Pecorelli (Arezzo) |       |            |                                                       |

| Arbitro: | Ferraioli (Nocera Inferiore) |

|                |           |                                      |
| Gasparello 15’ | Marcatori | 12’ (rig.), 31’ Temelin 39’ Graziani |

| Arbitro: | Spadaccini (Vasto) |

|                                              |           |                     |
| Mancino 13’ De Paula 36’ Del Core 50’ (rig.) | Marcatori | 37’, 78’ Gasparello |

| Arbitro: | Di Francesco (Teramo) |

|                              |           |            |
| De Giorgio 46’ V. Riccio 55’ | Marcatori | 49’ Trezzi |

| Arbitro: | Marrocco (Pisa) |

|  |           |                          |
|  | Marcatori | 73’ M. Vieri 80’ Cortese |

| Arbitro: | Manna (Isernia) |

|  |           |              |
|  | Marcatori | 85’ D. Rosso |

| Busto Arsizio 10 marzo 2008 26ª giornata | Pro Patria          | 0 – 0 | Cittadella | Stadio Carlo Speroni\| Arbitro: \| Merchiori (Ferrara) \| |
| Arbitro:                                 | Merchiori (Ferrara) |       |            |                                                           |

| Arbitro: | Stallone (Foggia) |

|             |           |                       |
| Imburgia 9’ | Marcatori | 50’ Orfei 89’ Di Bari |

| Arbitro: | Barletta (Bernalda) |

|          |           |             |
| Maah 19’ | Marcatori | 21’ Negrini |

| Arbitro: | Baratta (Salerno) |

|  |           |                |
|  | Marcatori | 60’ Ceccarelli |

| Arbitro: | G. Stefanini (Livorno) |

|                                  |           |                |
| Varricchio 14’ Rabito 60’ (rig.) | Marcatori | 35’ Gasparello |

| Arbitro: | Baracani (Firenze) |

|                |           |            |
| Gasparello 22’ | Marcatori | 65’ Muwana |

| Arbitro: | Corletto (Castelfranco Veneto) |

|                                            |           |                                         |
| Sau 30’ Alb. Filippini 50’ (rig.) Kras 54’ | Marcatori | 11’ Castellazzi 31’ Trezzi 72’ D. Rosso |

| Arbitro: | Tozzi (Lido di Ostia) |

|                  |           |               |
| Gasparello 90+4’ | Marcatori | 50’ M. Rigoni |

| Arbitro: | Sguizzato (Verona) |

|                |           |                |
| Giacomelli 27’ | Marcatori | 64’ Gasparello |

### Play-out
| Arbitro: | Candussio (Cervignano del Friuli) |

|               |           |  |
| Morante 90+1’ | Marcatori |  |

| Arbitro: | Gallione (Alessandria) |

|             |           |               |
| Negrini 37’ | Marcatori | 89’ Zeytulaev |

### Coppa Italia Serie C

#### Girone B
| Arbitro: | Nicodano (Milano) |

|  |           |             |
|  | Marcatori | 90+2’ Giani |

| Arbitro: | Ostinelli (Como) |

|                                 |           |           |
| Tramezzani 8’ D. Rosso 57’, 69’ | Marcatori | 87’ Taldo |

| 29 agosto 2007 3ª giornata |  | – Turno di riposo Pro Patria |  |  |

| Arbitro: | Pizzi (Saronno) |

|  |           |                                         |
|  | Marcatori | 45’ Dalla Bona 53’ Cauteruccio Candrina |

| Arbitro: | M. Russo (Milano) |

|                                             |           |                                     |
| Castellazzi 30’ Imburgia 42’ Dalla Bona 50’ | Marcatori | 5’ (rig.) Maccoppi 76’ (rig.) Sergi |

| Arbitro: | Trentalange (Nichelino) |

|                    |           |                |
| Belotti 82’ (rig.) | Marcatori | 59’ Gasparello |

| Arbitro: | Perisan (Udine) |

|              |           |                                 |
| Ardemagni 7’ | Marcatori | 43’ De Vincenziis 83’ De Martin |

## Statistiche

### Statistiche di squadra
| Competizione         | Punti | In casa | In casa | In casa | In casa | In casa | In casa | In trasferta | In trasferta | In trasferta | In trasferta | In trasferta | In trasferta | Totale | Totale | Totale | Totale | Totale | Totale | DR |
| Competizione         | Punti | G       | V       | N       | P       | Gf      | Gs      | G            | V            | N            | P            | Gf           | Gs           | G      | V      | N      | P      | Gf     | Gs     | DR |
| -------------------- | ----- | ------- | ------- | ------- | ------- | ------- | ------- | ------------ | ------------ | ------------ | ------------ | ------------ | ------------ | ------ | ------ | ------ | ------ | ------ | ------ | -- |
| Serie C1 - Girone A  | 38    | 17      | 3       | 8       | 6       | 14      | 17      | 17           | 4            | 9            | 4            | 19           | 18           | 34     | 7      | 17     | 10     | 33     | 35     | -2 |
| Coppa Italia Serie C | -     | 3       | 2       | 0       | 1       | 7       | 5       | 3            | 2            | 1            | 0            | 5            | 1            | 6      | 4      | 1      | 1      | 12     | 6      | +6 |
| Totale               | -     | 20      | 5       | 8       | 7       | 21      | 22      | 20           | 6            | 10           | 4            | 24           | 19           | 40     | 11     | 18     | 11     | 45     | 41     | +4 |